# Charles Vess
Charles Vess, né le 10 juin 1951 à Lynchburg (Virginie), est un peintre et illustrateur fantasy art américain. Son style est très influencé par Arthur Rackham et Alphonse Mucha.

## Biographie
Il est diplômé en 1974 d'un Bachelor of Fine Arts de Virginia Commonwealth University.

## Récompenses
- 1990 : prix Inkpot
- 1991 : prix Eisner du meilleur histoire ou numéro (Best Story or Single Issue) pour Concrete Celebrates Earth Day (avec Jean Giraud et Paul Chadwick)
- 1991 : prix World Fantasy de la meilleure nouvelle
- 1993 : prix de la Comic Creators' Guild de la meilleure couverture pour Dark Horse Presents no 75
- 1995 : prix d'argent Spectrum Annual of Imaginative Art
- 1996 : prix Eisner du meilleur dessinateur/encreur pour The Book of Ballads and Sagas et Sandman #75.
- 1999 : prix World Fantasy du meilleur artiste
- 2002 : prix Eisner du meilleure peintre/artiste multimédia pour Rose
- 2017 : prix Locus du meilleur livre d'art pour Walking Through the Landscape of Faerie
- 2019 : prix Locus du meilleur livre d'art pour The Books of Earthsea: The Complete Illustrated Edition
- 2025 : prix Locus du meilleur artiste

## Œuvre
- Sandman (Vertigo)

## Publications

### En anglais
- (en) The Absolute Sandman, Vol. 1 (Vertigo)
- (en) & (fr) Neil Gaiman & Charles Vess - Stardust: Being a Romance Within the Realms of Faerie, 1998 (DC Comics)
- (en)The Book of Ballads and Sagas, 2006 (Tor Books)
- (en) The Green Man : Tales from the Mythic Forest, 2002 (Viking Juvenile) (Ellen Datlow, Neil Gaiman & divers auteurs)
- Charles De Lint & Charles Vess -Moonheart, 2005 (Subterranean Press)
- (en) Bill Willingham & Charles Vess - Fables: 1001 Nights of Snowfall, 2008 (Vertigo)
- Bone (scénario Jeff Smith, Tom Sniegoski ; dessins Jeff Smith, Charles Vess) (Delcourt )
- Rose Jeff Smith & Charles Vess, 2002 (Cartoon Books)
- (en) Drawing Down the Moon: The Art of Charles Vess, 2008 (Dark Horse Comics)

### En français
- Ballades et Sagas, Bulle Dog, 2 vol., 2001[1].